# Sự kiện UFO Laredo
Sự kiện UFO Laredo là trường hợp hai máy bay quân đội Mỹ đang đuổi theo một vật thể bay không xác định (UFO) hình đĩa bạc có đường kính 27 mét ở Texas cho đến khi nó bị rơi cách Laredo 30 dặm (48 km) về phía nam-tây nam tiểu bang này vào ngày 7 tháng 7 năm 1948. Binh lính được điều động từ một căn cứ quân sự gần đó đã phong tỏa hiện trường vụ tai nạn UFO cho đến khi một đội điều tra đặc biệt đến kiểm tra đống đổ nát và vận chuyển số còn lại đến căn cứ quân sự ở San Antonio, Texas. Giới nghiên cứu UFO cho rằng phía quân đội đã lén thu hồi cả một thi thể nghi là người ngoài hành tinh bị cháy xém từ nơi xảy ra vụ tai nạn.